# إيليزا فارنهام
إيليزا فارنهام (بالإنجليزية: Eliza Farnham)‏ (17 نوفمبر 1815 في الولايات المتحدة - 15 ديسمبر 1864، نيويورك في الولايات المتحدة)؛ صحفية وروائية أمريكية.

## روابط خارجية
- إيليزا فارنهام على موقع الموسوعة البريطانية (الإنجليزية)